# 恩菲爾德 (北卡羅萊納州)
恩菲爾德（英語：Enfield）是一個位於美國北卡羅萊納州哈利法克斯縣的城鎮。

## 人口
根據2020年美國人口普查的數據，恩菲爾德的面積為3.37平方千米，皆為陸地。當地共有人口1865人，而人口密度為每平方千米553人。